# Željuša (Dimitrovgrad)
Željuša (búlgaro: Желюша; serbocroata cirílico: Жељуша) es un pueblo de Serbia perteneciente al municipio de Dimitrovgrad en el distrito de Pirot.
En 2011 tenía 1311 habitantes. Étnicamente, la población está compuesta a partes iguales por búlgaros y serbios.
Se ubica en la periferia occidental de la capital municipal Dimitrovgrad, a orillas del río Nišava y junto a la carretera E80 que lleva a Niš.
Su principal monumento es la iglesia de San Jorge, templo ortodoxo de los siglos XVII-XIX.

## Demografía
La localidad ha tenido la siguiente evolución demográfica:
| Gráfica de evolución demográfica de Željuša entre 1948 y 2011 |
|                                                               |